# Josephine Tomic
Josephine Tomic (Perth, 9 de junho de 1989) é uma desportista australiana que competiu no ciclismo na modalidade de pista, especialista nas provas de perseguição por equipas e ómnium.
Ganhou quatro medalhas no Campeonato Mundial de Ciclismo em Pista entre os anos 2009 e 2012.
Em Londres 2012 ela terminou em quarto lugar na prova de perseguição por equipes (3000 m).
Participou nos Jogos Olímpicos de Verão de 2012, ocupando o 4.º em perseguição por equipas.

## Medalheiro internacional
| Campeonato Mundial | Campeonato Mundial     | Campeonato Mundial | Campeonato Mundial      |
| Ano                | Lugar                  | Medalha            | Competição              |
| ------------------ | ---------------------- | ------------------ | ----------------------- |
| 2009               | Pruszków ( Polónia)    | Medalha de ouro    | Omnium                  |
| 2009               | Pruszków ( Polónia)    | Medalha de bronze  | Perseguição por equipas |
| 2010               | Ballerup ( Dinamarca)  | Medalha de ouro    | Perseguição por equipas |
| 2012               | Melbourne ( Austrália) | Medalha de prata   | Perseguição por equipas |